# 1999 في الاتحاد الأوروبي
الأحداث من عام 1999 في الاتحاد الأوروبي.

## شاغلو الوظائف
- رئيس المجلس الأوروبي
  -  غيرهارد شرودر (كانون الثاني – حزيران 1999)
  -  بآفو ليبونن (تموز – كانون الثاني 1999)
- رئيس المفوضية -
  -  جاك سانتر (إلى 15 آذار 1999)
  -  مانويل مارين (15 آذار-17 أيلول 1999)
  -  رومانو برودي (من 17 أيلول 1999)
- رئاسة مجلس -  ألمانيا (كانون الثاني – حزيران 1999)  وفنلندا (تموز – كانون الثاني 1999)

## الأحداث
- 1 كانون الثاني: ألمانيا تتولى رئاسة الاتحاد الأوروبي وتم إطلاق اليورو رسمياً كعملة في النمسا وبلجيكا وفنلندا وفرنسا وألمانيا وأيرلندا وإيطاليا ولوكسمبورغ وهولندا والبرتغال وإسبانيا.
- 14 كانون الثاني: البرلمان الأوروبي يصوت على إنشاء «لجنة الخبراء المستقلين» لمراجعة قضية الاحتيال في المفوضية الأوروبية.
- 18 كانون الثاني: تم انتخاب يان كارلسون رئيساً لمحكمة المراجعين الأوروبية.
- 15 آذار: أصدرت لجنة الخبراء المستقلين تقريرها عن التزوير وسوء الإدارة في المفوضية. البرلمان يسحب دعمه للسلطة التنفيذية وتضطر لجنة سانتر إلى الاستقالة بشكل جماعي.
- 24 آذار: وافق المجلس الأوروبي في برلين على رومانو برودي كرئيس قادم للمفوضية الأوروبية ويتبنى السياسة الخارجية فيما يتعلق بكوسوفو والشرق الأوسط وجنوب إفريقيا.
- 15-16 نيسان: انعقاد المؤتمر الأورومتوسطي الثالث في مدينة شتوتغارت الألمانية بما فيها ليبيا.
- 23 نيسان: المجلس يتبنى السياسة الخارجية بشأن حظر البترول والمنتجات البترولية لصربيا.
- 26 نيسان: المجلس يتبنى إجراءات لمساعدة اللاجئين الفارين من كوسوفو.
- 5 أيار: البرلمان يوافق على رومانو برودي كرئيس للمفوضية.
- 3-4 حزيران: المجلس الأوروبي في كولون (ألمانيا) يتبنى مواقف السياسة الخارجية بشأن روسيا وكوسوفو. تم تعيين خافيير سولانا الممثل الأعلى للسياسة الخارجية والأمنية المشتركة والأمين العام لمجلس الاتحاد الأوروبي. تم اعتماد ميثاق العمل الأوروبي ووضع موجز لميثاق الحقوق الأساسية للاتحاد الأوروبي.
- 10-13 حزيران: أجريت انتخابات البرلمان الأوروبي عام 1999 وأنتجت أغلبية لحزب الشعب الأوروبي للمرة الأولى منذ بدء الانتخابات.
- 18 حزيران: تأسيس أولاف.
- 1 تموز: فنلندا تتولى رئاسة الاتحاد الأوروبي.
- 20 تموز: انتخاب نيكول فونتين رئيسة للبرلمان الأوروبي.
- 30 آب: يبدأ البرلمان جلسات الاستماع للمفوضين الأوروبيين الجدد المقترحين (استمر حتى 7 أيلول)
- 15 أيلول: البرلمان يوافق على لجنة برودي.
- 15-16 تشرين الأول: المجلس الأوروبي, المنعقد في تامبيري (فنلندا), توصل إلى اتفاق بشأن المبادئ التوجيهية للهجرة والعدالة. تم تحديد إجراءات صياغة ميثاق الحقوق الأساسية.
- 19 تشرين الأول: نشر المجلس التقرير السنوي الأول لحقوق الإنسان.
- 10-11 كانون الأول: المجلس الأوروبي المنعقد في هلسنكي (فنلندا) يفتح مفاوضات الانضمام مع رومانيا وسلوفاكيا ولاتفيا وليتوانيا وبلغاريا ومالطا ويعترف بتركيا كمرشح.